# Niwa Nagahide
En aquest nom japonès, el cognom és Niwa.
Niwa Nagahide (丹羽 長秀, 6 d'octubre de 1535 - 15 de maig de 1585) va ser un samurai japonès dels períodes Sengoku i Azuchi-Momoyama de la història del Japó. Fungi com servent del clan Oda i eventualment es va convertir en dàimio.
Des de la seva joventut, Nagahide va servir sota les ordres d'Oda Nobunaga i es va convertir en un dels seus principals servents, lluitant en les principals batalles, com la de Nagashino. Fungi a més com a governador i la construcció del castell Azuchi va estar sota la seva supervisió entre altres tasques. Nagahide contraure núpcies amb la filla adoptiva de Nobunaga, la qual cosa reflecteix també el grau de confiança de què gaudia.
En 1582, quan Nobunaga va ser assassinat durant l'Incident de Honnō-ji, Nagahide es trobava enmig d'una campanya i va tornar ràpidament per auxiliar Toyotomi Hideyoshi a vèncer Akechi Mitushide, que havia traït a Nobunaga. Durant una reunió al castell Kiyosu per decidir el futur del clan, Nagahide va donar suport a la posició de Hideyoshi per la qual cosa va guanyar en han de la província d'Echizen i el de la província de Kaga, els quals sumaven més d'1.230.000 koku, convertint-se en un dels dàimios més poderosos del país, però, va morir al cap de poc el 1585.